# سد كاتسي

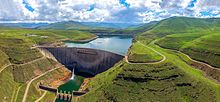
الأسم: سد كاتسي.الموقع: ليسوتو.
الغرض: الري.
تاريخ الإنشاء: 1996.
المالك: مملكة ليسوتو.

سد كاتسي وهو سد مقوس من الخرسانة على نهر ماليبامات في ليسوتو، هو ثاني أكبر سد مقوس في أفريقيا. (سد تيكيز، الذي اكتمل في أوائل عام 2009، هو الآن أكبر سد مقوس أفريقي). ويعتبر السد جزءًا من مشروع مياه ليسوتو المرتفعة، والذي سيضم في النهاية خمسة سدود كبيرة في المناطق الريفية النائية. يقع السد أسفل نقطة التقاء نهر بوكونج، والتي تشكل الذراع الغربي لخزان كاستي.
تم تحديد إمكانات المشروع من قبل المهندس المدني الجنوب أفريقي نينهام شاند (الآن أوريكون) كوسيلة ممكنة لإمداد إمدادات المياه إلى جنوب أفريقيا. رتب البنك الدولي معاهدة بين حكومتي جنوب أفريقيا وليسوتو، مما سمح بتنفيذ المشروع.

## البناء
تم بناء السد عن طريق تحالف بين بويج، كونكور، المجموعه 5، هوكتيفن، امبرجلو، مجموعة كيرن، مجموعة الاستريلني الدولي(وجميعها شركات للإنشاءات المعماريه). تم الانتهاء من بناء السد في عام 1996 والخزان المملوء بالماء بحلول عام 1997. بلغت التكلفة الإجمالية للمشروع 8 مليار دولار أمريكي.

## التأثير البيئي
أدت كتلة الماء إلى حدوث زلزالية مستحثة. وواجه المزارعون الذين فقدوا أرضاً للمشروع صعوبة في إعادة كسب سبل العيش. ولكن كان هناك القليل من الأراضي الصالحة للزراعة في الجبال لتحل محل الأراضي المفقوده، وبُذلت جهود لمساعدتهم لكسب سبل عيش جديده ولكن لم تكن ناجحه بأي حال من الأحوال مثل الأعمال الهندسيه. قامت مجموعة محلية بتوثيق التراث الإنساني للمشروع في المجتمعات الريفية المتأثرة بشكل مباشر بالمشروع، وكما قدمت المنظمة الوطنية لحماية حقوق الإنسان، والأنهار الدولية، تقريرًا مفصلاً عن التأثيرات التي سببها المشروع.
كما تم التخفيف من فقدان الموائل، حيث أُجريت بعثات الإنقاذ في المنطقة التي تم إغراقها، وتم إنشاء حدائق كاتس النباتية لإيواء ونشر النباتات التي تم إنقاذها.

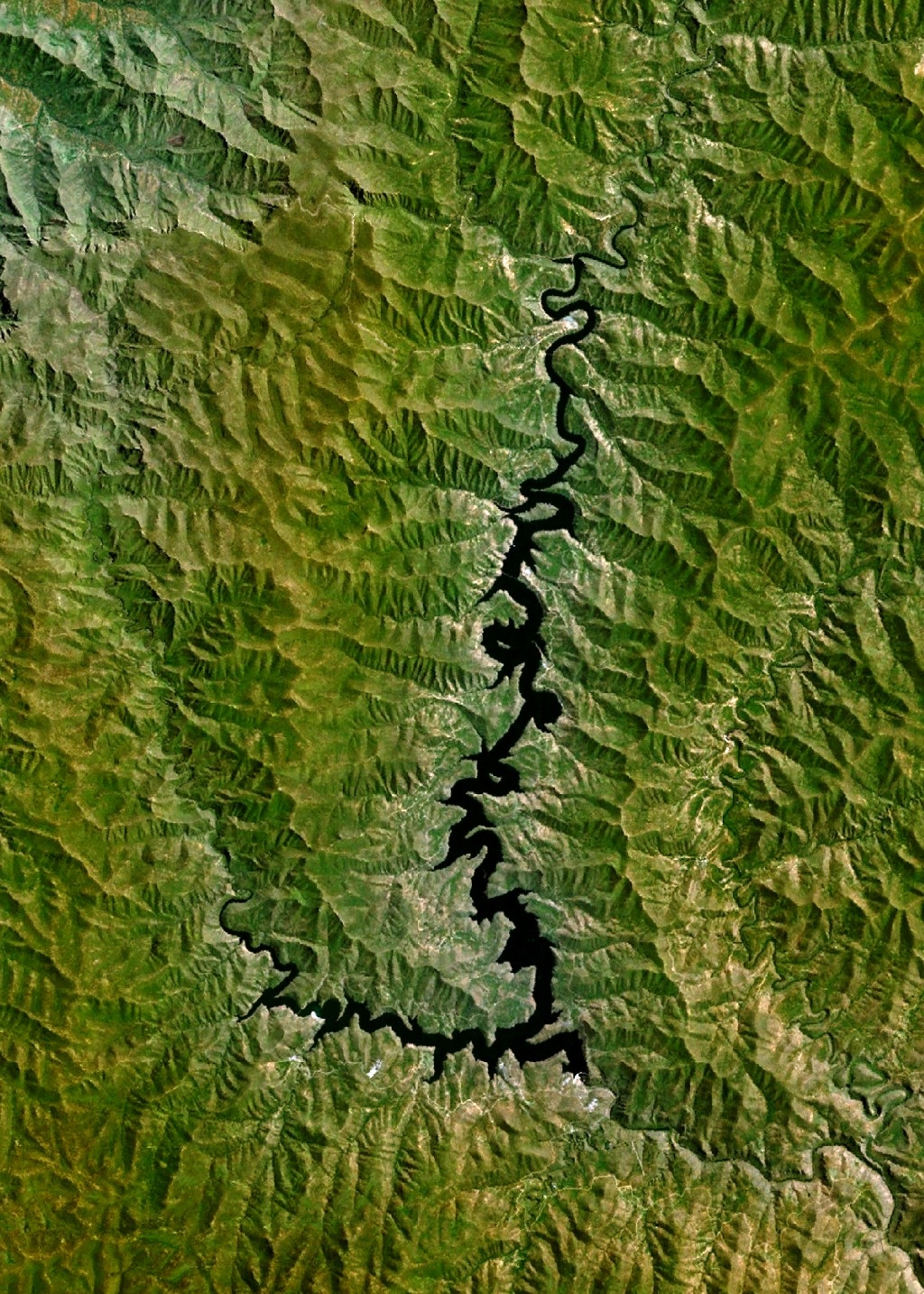
صورة بواسطة القمر الصناعي للخزان.

## توصيل المياه
تنتقل المياه من السد أولاً عبر نفق قطره 45 كم طوله 4 أمتار، يغادر في محطة كهرومائية بالقرب من مويلا. يتيح الارتفاع العالي للسد لنظام توصيل تدفق الجاذبية إلى جنوب إفريقيا، بالإضافة إلى الطاقة الكهرومائية في ليسوتو، وكان السبب الرئيسي وراء اختيار الموقع.
بدأ توصيل المياه رسميا في 22 كانون الثاني / يناير 1998. ويوفر السد حاليا حوالي 30 متر مكعب / ثانية من المياه إلى جنوب أفريقيا، مما يُدفع ليسوتو 35 مليون دولار سنويا، بالإضافة إلى رسوم ملوِّنة متغيرة تعتمد على الفوائد المحسوبة لاستهلاك المياه.
في السنوات الأخيرة، تم تصريف المياه من النظام إلى نهر موهوكار (كاليدون) لتوفير المياه إلى ماسيرو في أوقات النقص الحرج. تمتلئ السدود الجديدة كما هو متوقع، وتصريف المياه من السدود إلى الأنهار المتدفقة في مخطط وضع للحفاظ على التوازنات البيئية. تتدفق هذه المياه التي تم تصريفها إلى سينكو (أورانج)، بينما تحافظ على الوضع الإيكولوجي الحالي لا يفيد سوى تلك المجتمعات على طول الأنهار، ولم تكن خطط توفير إمدادات المياه لمزارعي المرتفعات النازحين ناجحة للغاية.
كما كان مشروع السد مصدرا للفساد المستشري، وهو أمر غير شائع في مشاريع السدود الكبيرة. وقد اتخذت محاكم ليسوتو خطوة غير عادية لمقاضاة الشركات الضخمة المعنية بالفضيحة بالإضافة إلى بيروقراطي ليسوتو الذي أخذ الرشاوى. حتى الآن، كان هناك عدد من الإدانات وشركة واحدة على الأقل تم حظرها من قبل البنك الدولي لدوره في الفضيحة.

## استيعاب برج نقل المياه
يقع برج السحب على بعد حوالي 18 كم شمال سد كاتسي، وقد تم تصميمه ليتناسب مع 70 متر مكعب / ثانية، وهو الحد الأقصى للنقل المتوخى للتنفيذ الكامل للهباء. يبلغ قطر السحب 23 متر وارتفاع 98 متر لاستيعاب النطاق الواسع في ارتفاع تخزين الخزان وكذلك لتسهيل السحب عند أربعة مستويات متميزة من البحيرة. سيمكن هذا من التحكم في جودة المياه المنقولة في جميع الأوقات. بسبب موقع وتصميم برج السحب، هناك كمية معينة من المياه في الخزان لا يمكن الوصول إليها عبر أنفاق النقل. تبلغ مساحة التخزين الميت ما يقرب من 430 مليون متر مكعب، مما يؤدي إلى تقليل التخزين الحي الفعال خلف سد كاتسي من إجمالي سعة التخزين من 950 950 مليون متر مكعب إلى 1 520 مليون متر مكعب.

## مواصفات السد

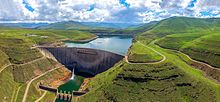
عرض سد كاتسي

- الارتفاع - 185 م (ثاني أكبر سد منحني في أفريقيا).

- التصميم-قوس مزدوج.
- الخرسانة - 2,320,000 متر مكعب.

- 1993 متر فوق مستوى سطح البحر.